# Pfarrhaus (Zaisertshofen)

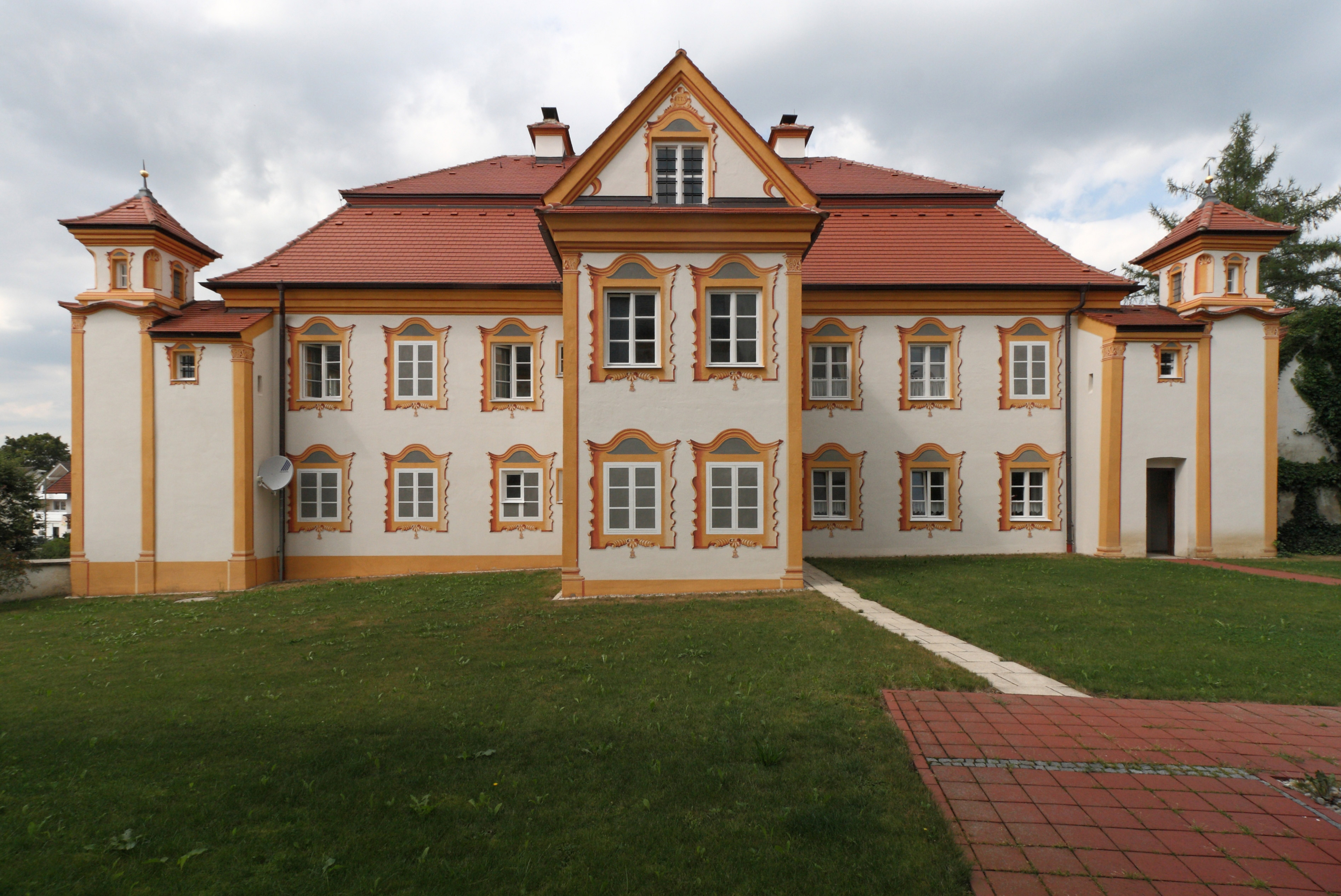
Pfarrhaus in Zaisertshofen

Das Pfarrhaus in Zaisertshofen, einem Ortsteil von Tussenhausen im Landkreis Unterallgäu im bayerischen Regierungsbezirk Schwaben, befindet sich nördlich der Kirche St. Silvester und steht unter Denkmalschutz. Der Bau des Pfarrhauses begann im Jahr 1767 nach Plänen des Pfarrers Johann Maria Gelb. Das Pfarrhaus konnte sechs Jahre später 1773 bezogen werden.

## Baubeschreibung
Das Pfarrhaus ist als zweigeschossiger schlossartiger Bau ausgeführt. Gedeckt ist dieser mit einem Mansarddach. An der Südseite befindet sich ein breiter Risalit für das Treppenhaus. Kurze Zwischenbauten an den Ecken ermöglichen den Zugang zu den quadratischen Aborttürmen. Ein querrechteckiges Vestibül mit Flachdecke befindet sich im Inneren an der Nordseite. Im Obergeschoss darüber befindet sich das sogenannte Tafelzimmer.

## Innenausstattung

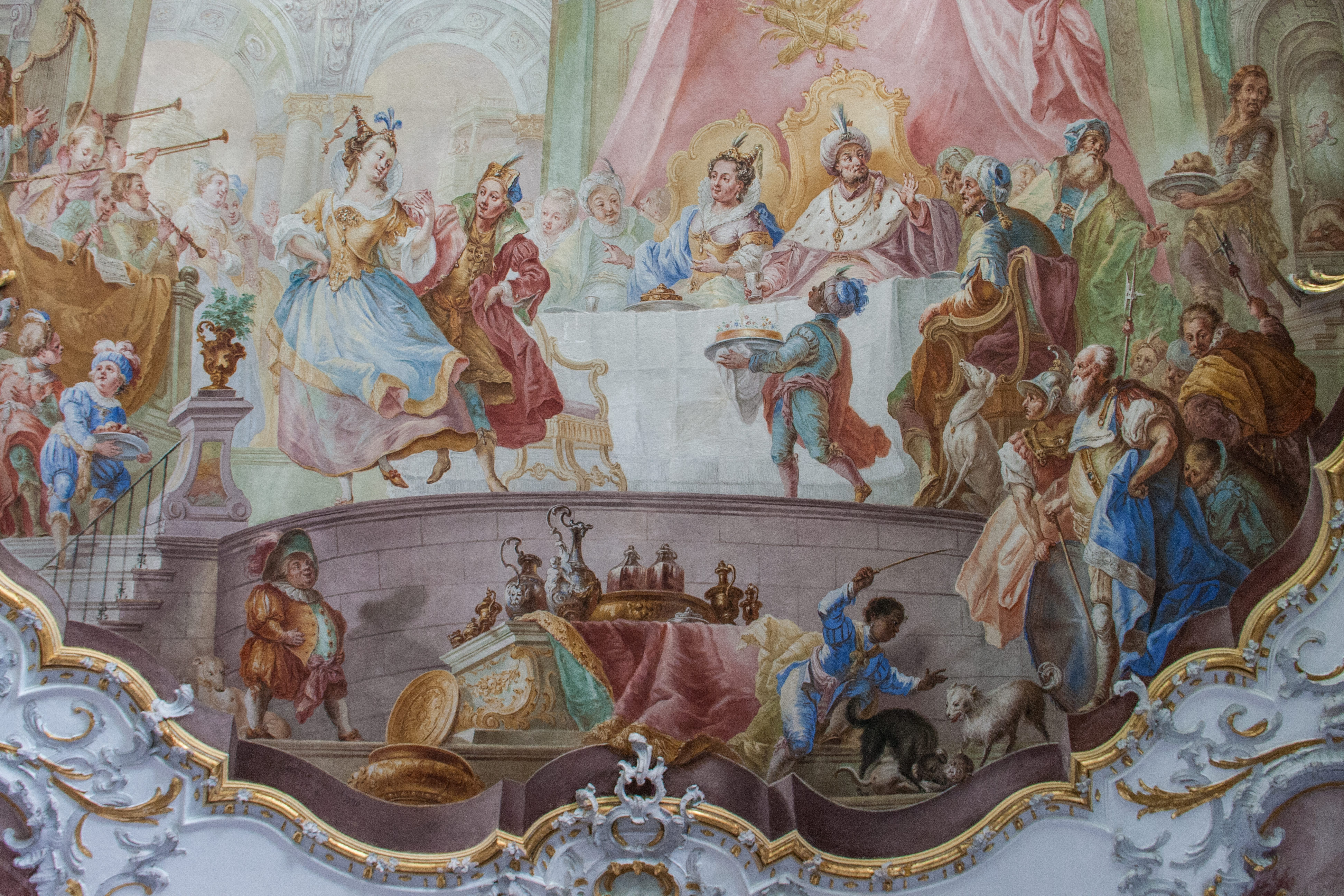
Ausschnitt des Deckenfreskos im Tafelzimmer mit dem Tanz der Salome beim Gastmahl des Herodes

Die Stuckaturen im Inneren wurden 1770 von Andreas Henkel geschaffen. Die prägnanten und zartfarbig gemalten Fresken stammen allesamt von Johann Baptist Enderle. Im Treppenhaus befindet sich ein Fresko mit der Darstellung Mariä Heimsuchung. Der Tanz Salomes beim Gastmahl des Herodes wird im Fresko des Tafelzimmers dargestellt. In den Ecken befinden sich Allegorien. Oberhalb der Seitentüren sind biblische Gastmähler mit tödlichem Ausgang dargestellt. Dies ist das Gastmahl des Königs Belsazar für die 1000 Großfürsten seines Reichs, Esther und Ahasver, Judith und Holofernes, sowie die Ermordung des Amnon. Sebastian Molitor schuf 1770 die Darstellungen in den Türfüllungen. Diese zeigen allegorische und bäuerliche Darstellungen und Jagdszenen.